# Andreja Kulunčić
Andreja Kulunčić (* 1968 in Subotica, Vojvodina, SFRJ Jugoslawien) ist eine serbische Medienkünstlerin. Sie macht verschiedene soziale Themen zum Gegenstand ihrer künstlerischen Arbeit und nutzt als Medien Radio, Plakate, Anzeigen und Projekte im Internet. Manche ihrer Projekte sind interaktiv.
Sie studierte bis 1992 Bildhauerei an der Universität der Künste Belgrad und von 1992 bis 1994 an der Ungarischen Akademie der Bildenden Künste. Andreja Kulunčić lebt in Zagreb, Kroatien. Seit 2009 lehrt sie an der „University of Zagreb Academy of Fine Arts“ in der Abteilung für Medien.

„Kulunčićs bekanntestes Werk Closed Reality-Embryo (1999/2000) ist Kroatiens meistpräsentiertes web-basiertes Kunstwerk. Indem sie Wissenschaftler aus relevanten Bereichen – der Philosophie, Theologie, Biologie, Genetik, Medizin und Physik – mit einbezog, hat Kulunčić eine Diskussion über mögliche Optionen zur Schöpfung zukünftiger Generationen angestoßen. Die Arbeit ist als Spiel für zwei Nutzer angelegt, die online einen Embryo ihrer Wahl erschaffen müssen, indem sie jeweils aus mehreren von Kulunčić vorgegebenen Optionen auswählen. Auf die statistische Auswertung der Ergebnisse folgten zahlreiche Forumsdiskussionen von Experten.“

Andreja Kulunčić nahm an der Documenta11 in Kassel, der Manifesta 4 in Frankfurt am Main und der 8. Istanbul Biennale 2003 teil. Sie zeigte Werke im P.S.1 und dem Whitney Museum of American Art in New York und dem Walker Art Center in Minneapolis.